# Centre de Sociologie de l'Innovation
O  Centro de Sociologia da Inovação (no francês Centre de Sociologie de l'Innovation, ou CSI) é um centro de pesquisa na École des Mines de Paris, na França, e uma unidade de pesquisa afiliada ao Centro Nacional Francês de Pesquisa Científica.

O CSI foi criado em 1967 e é conhecido pelas contribuições de seus membros ao campo dos estudos de ciência e tecnologia e à teoria ator-rede. Membros proeminentes do passado e atuais incluem acadêmicos como Bruno Latour, Michel Callon e Madeleine Akrich.